# Pellojärvi
Pellojärvi eller Pellonjärvi är en sjö i Finland. Den ligger i kommunen Pello i landskapet Lappland, i den norra delen av landet, 700 km norr om huvudstaden Helsingfors. Pellojärvi ligger 77,5 meter över havet. Den är 1,3 meter djup. Arean är 3,89 kvadratkilometer och strandlinjen är 27,89 kilometer lång. Sjön  ingår i Torne älvs huvudavrinningsområde.   Den sträcker sig 5,8 kilometer i nord-sydlig riktning, och 2,8 kilometer i öst-västlig riktning.
Följande öar finns i Pellojärvi:
- Turkinsaari
- Vasikkasaari
- Laurinsaaret
- Liat

Följande samhällen ligger vid Pellojärvi:
- Pello (4 542 invånare)

I övrigt finns följande vid Pellojärvi:
- Säynäjäjärvi (en sjö)